# 1938 v hudbě
Tento článek obsahuje události související s hudbou, které proběhly v roce 1938.

## Narození
- 6. ledna – Adriano Celentano, italský zpěvák
- 14. ledna – Allen Toussaint, americký hudebník
- 25. ledna
  - Etta Jamesová, americká zpěvačka († 20. ledna 2012)
  - Vladimir Vysockij, ruský písničkář († 25. července 1980)
- 4. března – Angus MacLise, americký hudebník, člen skupiny The Velvet Underground († 21. června 1979)
- 2. dubna – Booker Little, americký trumpetista († 5. října 1961)
- 7. dubna
  - Spencer Dryden, americký bubeník, člen skupiny Jefferson Airplane († 11. ledna 2005)[1]
  - Freddie Hubbard, americký trumpetista († 29. prosince 2008)
- 26. dubna – Duane Eddy, americký kytarista
- 20. června – Mickie Most, britský hudební producent († 30. května 2003)
- 24. srpna – David Freiberg, americký hudebník, člen skupiny Quicksilver Messenger Service
- 26. srpna – Jet Black, britský bubeník, člen skupiny The Stranglers
- 28. srpna – Clem Cattini, britský bubeník, člen skupiny The Tornados
- 3. října – Eddie Cochran, americký hudebník († 17. dubna 1960)
- 16. října – Nico, německá zpěvačka, spolupracovnice skupiny The Velvet Underground († 18. července 1988)
- 5. prosince – JJ Cale, americký zpěvák a kytarista († 26. července 2013)
- 18. prosince – Chas Chandler, britský hudebník, člen skupiny The Animals († 17. července 1996)

## Úmrtí
- 25. února – Růžena Maturová, česká sopranistka (* 2. září 1869)
- 16. srpna – Robert Johnson, americký bluesový hudebník (* 8. května 1911)